# 高水村
高水村（たかみずそん）は、山口県熊毛郡にあった村。現在の周南市の南東部、岩徳線・高水駅の周辺にあたる。

## 地理
- 山岳：城山、烏帽子岳

## 歴史
- 1889年（明治22年）4月1日 - 町村制の施行により、清尾村・樋口村・原村の区域をもって発足。
- 1956年（昭和31年）9月30日 - 三丘村・勝間村・八代村と合併して熊毛町が発足。同日高水村廃止。

## 交通

### 鉄道路線
- 日本国有鉄道
  - 岩徳線
    - 高水駅

現在は旧村域を山陽新幹線が通過するが、当時は未開業。

### 道路
- 国道2号

## 教育
高等学校
- 高水高等学校（1954年4月に岩国市に移転）